# Amazing Grace (pel·lícula)
Amazing Grace és una pel·lícula concert del 2018 "realitzada i produïda" per Alan Elliott. El metratge de la pel·lícula es va rodar sota la direcció de Sydney Pollack, que no rep cap crèdit com a director, només un "agraïment especial". Amazing Grace mostra Aretha Franklin enregistrant el seu àlbum en directe de 1972 que duu el mateix nom que la pel·lícula. Conté amb les intervencions de James Cleveland, Alexander Hamilton i el Southern California Community Choir, i compta amb el seu pare C. L. Franklin. S'ha doblat i subtitulat al català.
La pel·lícula no es va estrenar tal com estava previst el 1972 a causa de la dificultat per sincronitzar l'àudio amb les imatges, i va ser relegada a l'arxiu de Warner Bros. fins al 2007, quan el productor Alan Elliott va comprar el metratge en brut i va intentar sincronitzar-lo. El metratge editat, de 87 minuts de durada, estava previst pel 2011. Tanmateix, Franklin va demandar a Elliott per apropiar-se de la seva obra sense permís, i la data de llançament es va posposar. Elliott va tornar a intentar estrenar el film el 2015 al Festival de Cinema de Telluride, al Festival Internacional de Cinema de Toronto i al Festival Internacional de Cinema de Chicago, però Franklin el va tornar a demandar per motius que no s'han revelat. Després de la mort de Franklin el 2018, la seva família va arribar un acord per estrenar la pel·lícula, que es va estrenar al Doc NYC el 2018, abans de ser estrenada a tot el món el 5 d'abril de 2019. La pel·lícula ha rebut elogis de la crítica.